# Distrito de Ajapnyak
Ajapnyak (en armenio: Աջափնյակ վարչական շրջան, romanizado: Ajapnyak varčakan šrĵan), es uno de los 12 distritos de Ereván, la capital de Armenia. Situado al noroeste del centro de la ciudad, Ajapnyak tiene fronteras comunes con los distritos de Arabkir desde el este, Davtashen desde el norte, Kentron desde el sureste y Malatia-Sebastia desde el sur. El río Hrazdan forma la frontera natural del distrito desde el este. Ajapnyak también tiene fronteras comunes con las provincias de Armavir y Aragatsotn por el oeste, y con la provincia de Kotayk por el norte.

## Vista general

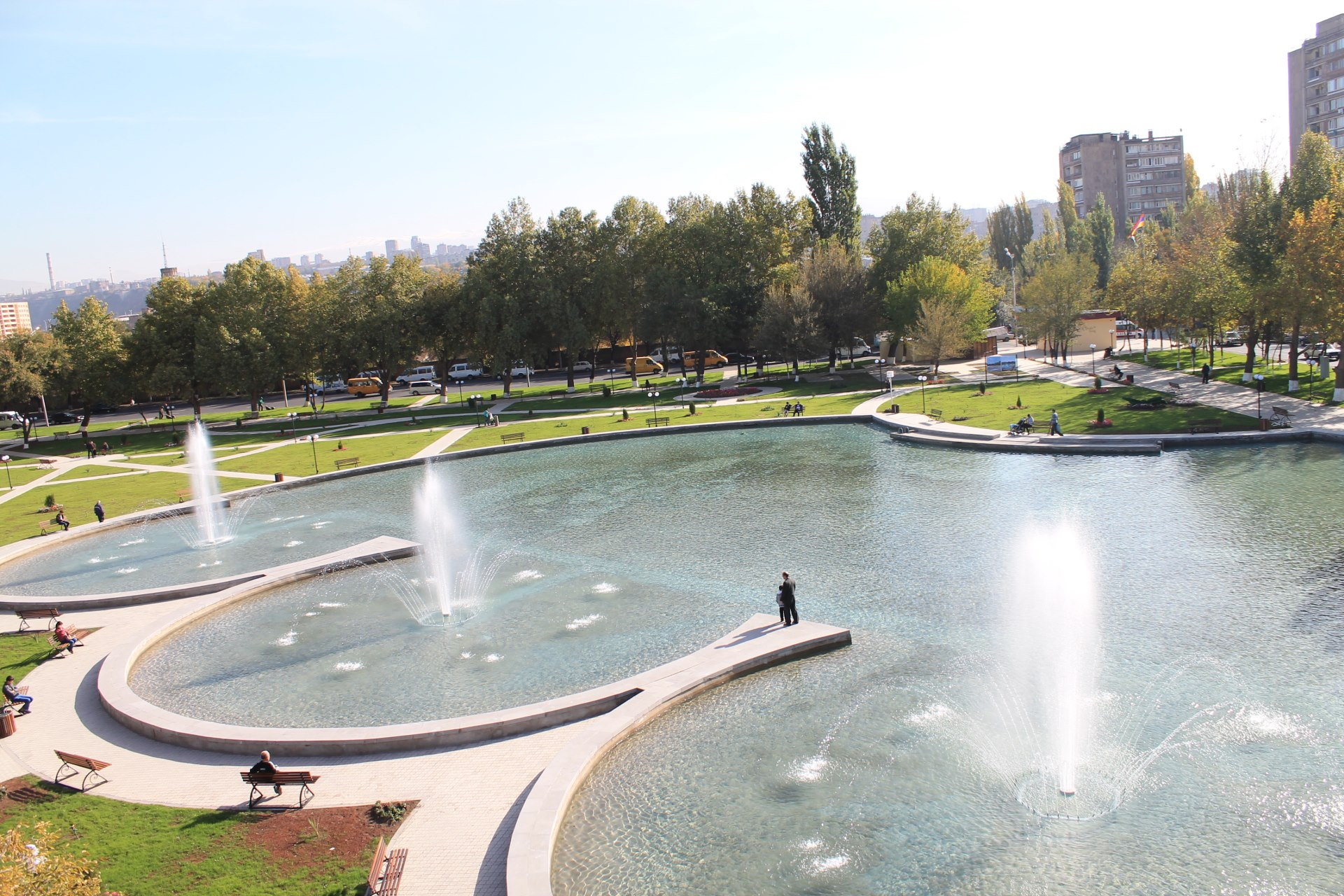
Buenos Aires Park

Con una superficie de 25 km² (11,21% de la superficie de la ciudad de Ereván), Ajapnyak es el cuarto distrito más grande de Ereván en términos de superficie. Ajapnyak" significa literalmente "orilla derecha" en armenio, lo que hace referencia a la ubicación del distrito en la margen derecha del río Hrazdan. Está dividido extraoficialmente en barrios más pequeños como: Barrio Ajapnyak, Norashen, Nazarbekyan, Silikyan, Lukashin, Vahagni, Anastasavan y Cheremushki. La plaza Kevork Chavush y la calle Halabyan forman el núcleo del distrito. Otras calles notables del distrito son la calle Kevork Chavush, la calle Shiraz, la calle Bashinjaghyan, la calle Movses Silikyan y la carretera Ashtarak. Ajapnyak está separado de Kentorn y Malatia-Sebastia por la calle Leningrado.

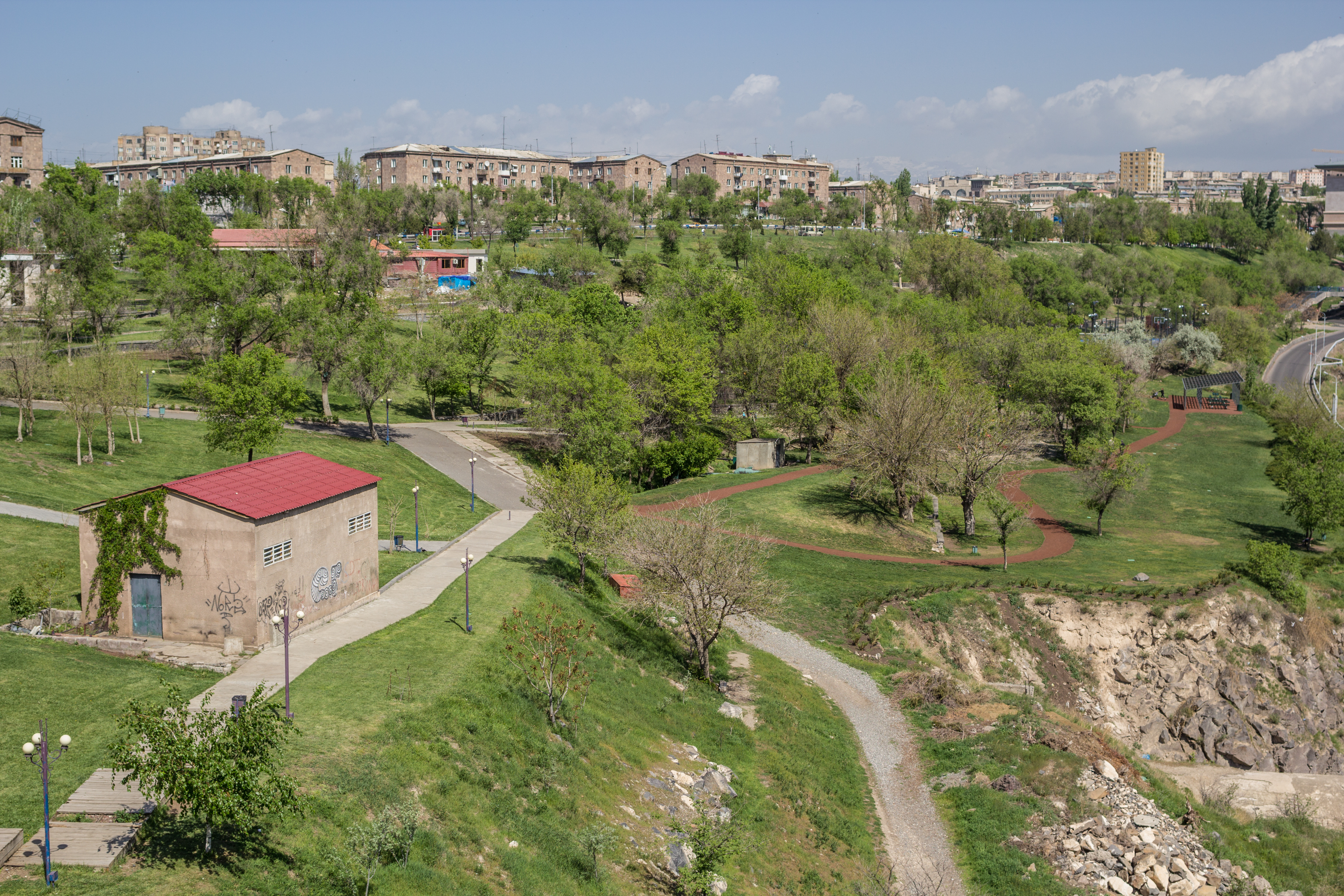
Ajapnyak visto desde el parque Tumanyan

Muchos parques de Ajapnyak se repoblaron durante la segunda década del siglo XXI, para convertirse en un destino importante para los ciudadanos de Ereván, como el Parque Tumanyan, el Parque Buenos Aires y el Parque de los Libertadores.
En 2016, la población del distrito ronda los 109 100 habitantes.

## Demografía
Según el censo de 2011, el distrito tenía una población de 108 282 habitantes (10,21% de la población de la ciudad de Ereván). Según la estimación oficial de 2016, la población del distrito es de unos 109 100 habitantes (ocupa el séptimo lugar entre los distritos de Ereván).
Ajapnyak está poblado principalmente por armenios que pertenecen a la Iglesia Apostólica Armenia. Sin embargo, a partir de 2017, el distrito no cuenta con ningún edificio eclesiástico dentro de sus límites.

## Cultura

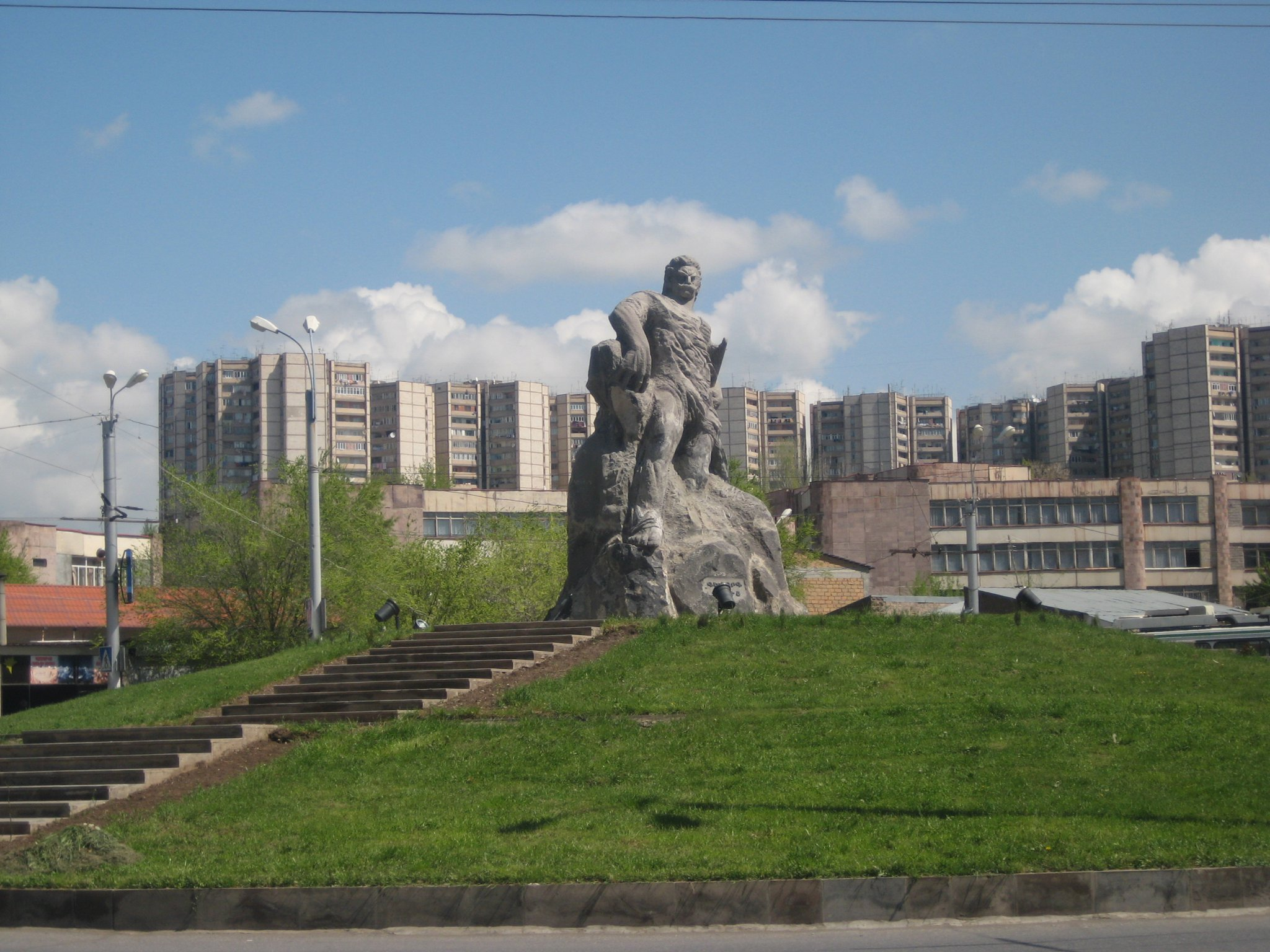
Estatua de Kevork Chavush en Ajapnyak

En Ajapnyak se encuentra la Escuela de Música Michael Mirzoyan, inaugurada en 1957, la Escuela de Arte Aavet Gabrielyan, inaugurada en 1971, el Centro Cultural de Canto y Danza Etnográfica Maratuk, inaugurado en 1983, la Escuela de Música Anahit Tsitsikyan, inaugurada en 1987, el Centro de Educación Estética Infantil Zartonk, inaugurado en 1995, y el Centro de Educación Estética Ajapnyak, inaugurado en 2001.

## Transporte
Al estar situado en la orilla derecha del río Hrazdan, el distrito asegura su conexión con el centro de Ereván a través del Gran Puente de Hrazdan. Ajapnyak cuenta con una red de transporte público de autobuses y trolebuses.

## Economía

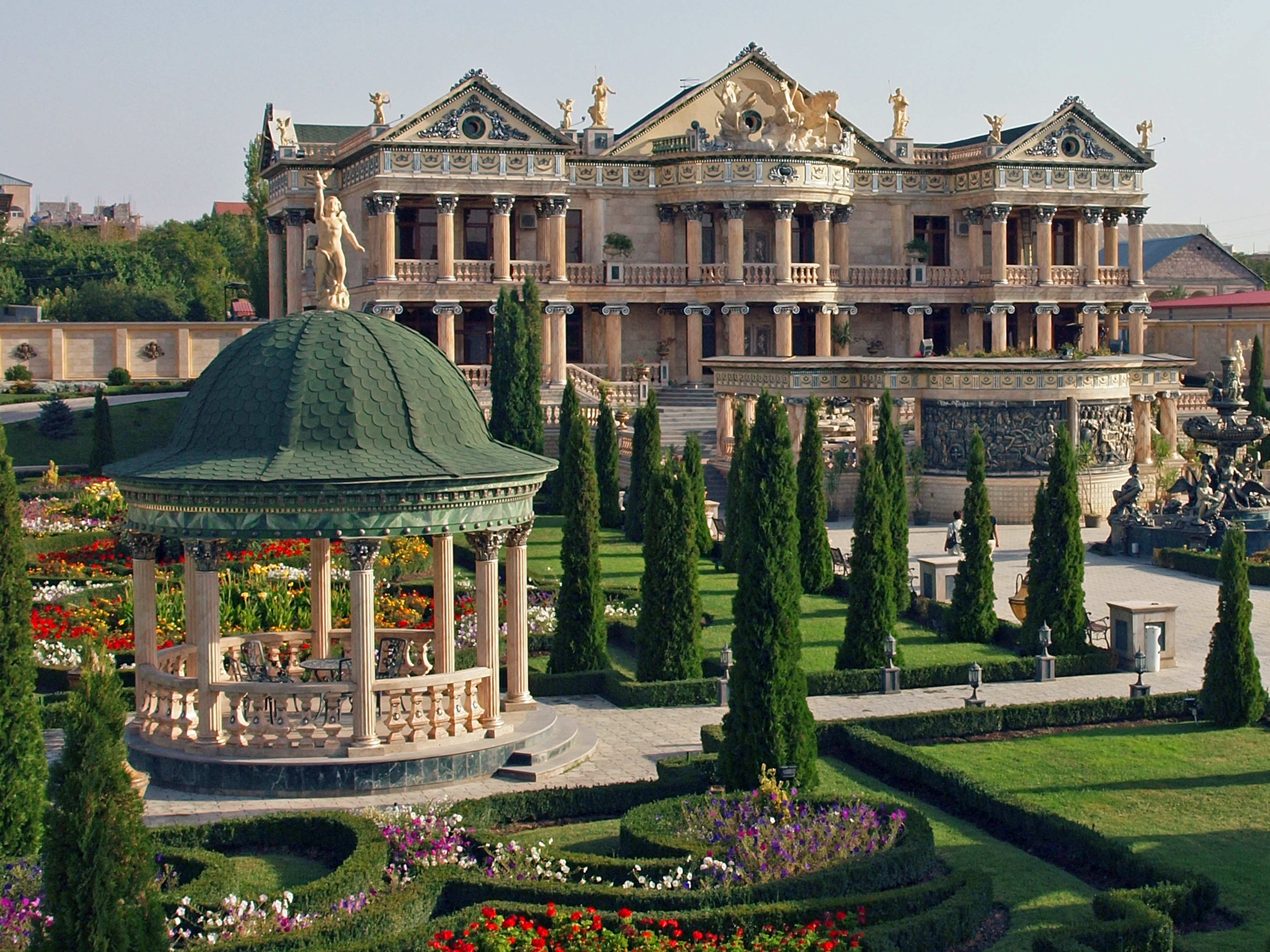
Una casa privada en los nuevos barrios del norte de Ajapnyak

Ajapnyak alberga principalmente pequeños comercios y centros de servicios, con una pequeña zona industrial en la parte oriental del distrito, en la frontera con Malatia-Sebastia.
La mayoría de las plantas industriales del distrito se abrieron durante la primera década del siglo XXI. Sin embargo, la Fábrica de brandy Proshyan, fundada en 1885, funciona en sus actuales instalaciones de Ajapnyak desde 1980. En la actualidad, en el distrito funcionan muchas grandes empresas industriales, como la planta de dispositivos electrónicos Thermomex, fundada en 1987, la planta de productos de madera Karitas, fundada en 1995, la planta de productos de confitería Asa, fundada en 1997, la fábrica de agua mineral Waterlok Aparan, fundada en 2000, la planta de estructuras de aluminio Prof Al, fundada en 2002, la fábrica de productos lácteos Biokat, fundada en 2003, Fundación de la fábrica de tubos metálicos Profmet en 2004, fundación de la fábrica Aparan-Tan+ para productos lácteos y agua mineral en 2004, fundación de la fábrica Mega Shin para estructuras metal-plásticas en 2005, fundación de la fábrica de helados Elit Shant en 2007, fundación de la empresa de fabricación de alimentos Martin Star en 2007, fundación de la empresa minera Amelia en 2008, fundación de la fábrica Gary Plast en 2012 y fundación de la fábrica Yerfrez para máquinas de corte de metales en 2016. En el distrito también operan muchas otras plantas menores de productos alimenticios, ropa, dispositivos electrónicos y materiales de construcción.
El distrito alberga el Centro Médico Republicano de Armenia, que es el mayor hospital de Ereván.

## Educación

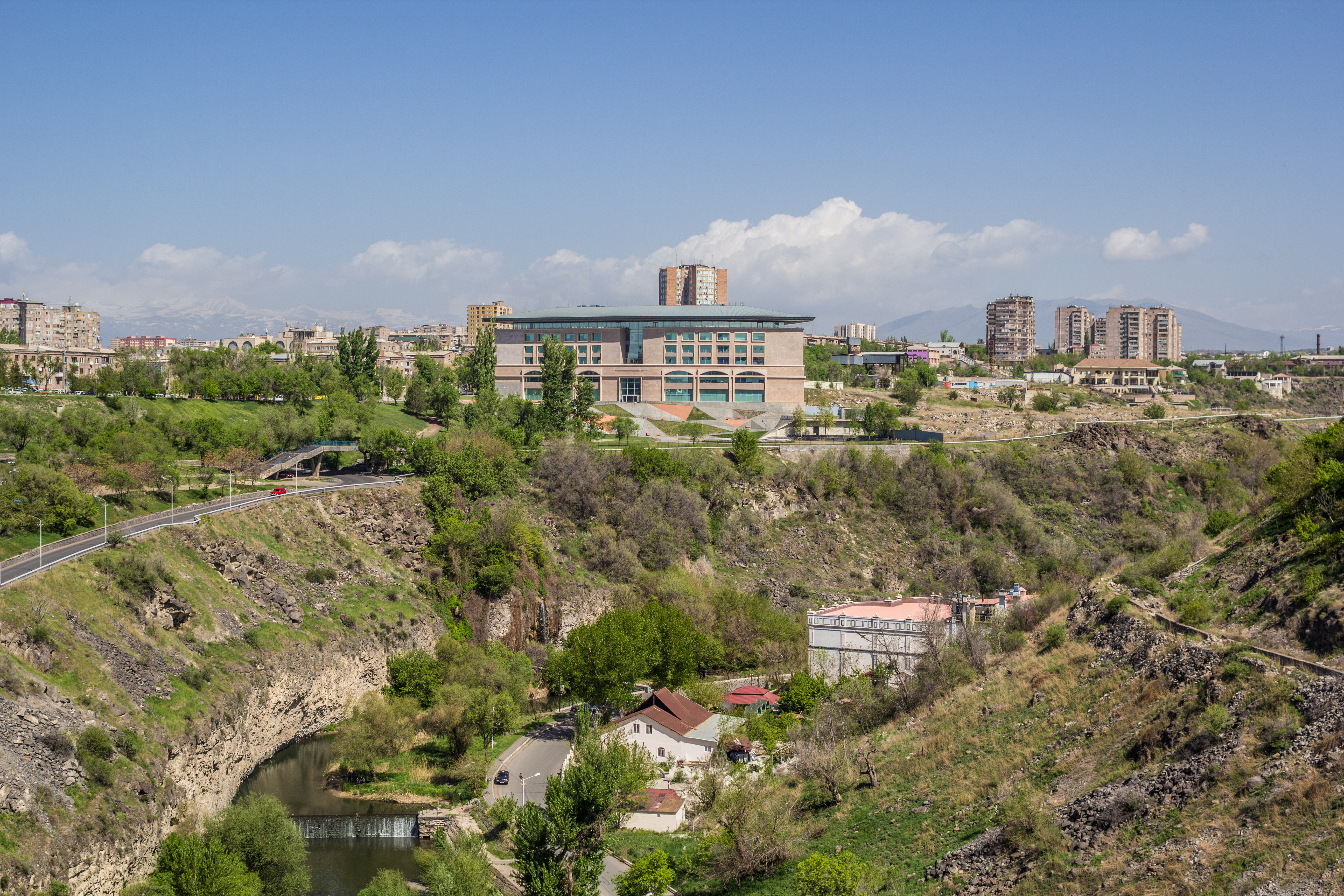
Tumo Center for Creative Technologies en el distrito de Ajapnyak situado a lo largo del desfiladero del río Hrazdan, adyacente al Tumanyan Park

A partir de 2016-17, el distrito cuenta con 20 escuelas de educación pública, así como con 4 escuelas privadas, entre las que se encuentra la destacada QSI International School of Yerevan (inaugurada en 1995). En el distrito también funciona una escuela de formación profesional.
En el distrito funcionan numerosos institutos de enseñanza superior, como la Universidad Haybusak de Ereván (inaugurada en 1990), y la Universidad Agrícola de Ereván (inaugurada en 1992).
El centro de investigación científica Instituto de Física de Ereván, fundado en 1943, se encuentra en Ajapnyak. En 1993, se inauguró en el distrito la Academia Militar Monte Melkonian del Ministerio de Defensa de Armenia, seguida por el Centro de Tecnologías Creativas de Tumo en 2011.

## Deporte
Ajapnyak alberga las siguientes escuelas deportivas:
- Escuela deportiva infantil y juvenil de Ajapnyak, inaugurada en 1968, especializada en balonmano, baloncesto, voleibol y ajedrez.
- Federación Profesional de Lucha Armada, centro de entrenamiento de artes marciales mixtas, inaugurado en 2005.
- Escuela de ajedrez Ajapnyak, inaugurada en 2013.

El Ararat Golf and Country Club está situado en el barrio de Vahagni, en el distrito de Ajapnyak.